# 1839 en Belgique
Chronologie de la Belgique
- 1835
- 1836
- 1837
- 1838
- 1839
- 1840
- 1841
- 1842
- 1843

Cette page recense des événements qui se sont produits durant l'année 1839 du calendrier grégorien en Belgique.

## Chronologie

### Février
- 4 février : vague de démissions de personnalités politiques, dont d'importants ministres du gouvernement de Theux I en guise de protestation à la future ratification du traité des XXIV articles qui conduira, entre autres, à la scission du Limbourg et à celle du Luxembourg, rendus au roi des Pays-Bas, Guillaume Ier[1]. Parmi eux :
  - Antoine Ernst, Ministre de la Justice, remplacé par Jean-Baptiste Nothomb.
  - Édouard d'Huart, Ministre des finances, remplacé par Léandre Desmaisières.
  - François d'Hoffschmidt, représentant de l'arrondissement administratif de Bastogne, remplacé par son frère, Constant d'Hoffschmidt.
  - Félix de Merode, Ministre d'État.
- 18 février : L'effondrement d'une école à Beringen, dans la province de Limbourg, tue 12 enfants.
- 28 février : début des débats parlementaires sur la cession de territoire aux Pays-Bas.

### Mars
- 19 mars : le Parlement vote en faveur de la signature du traité des XXIV articles.

### Avril

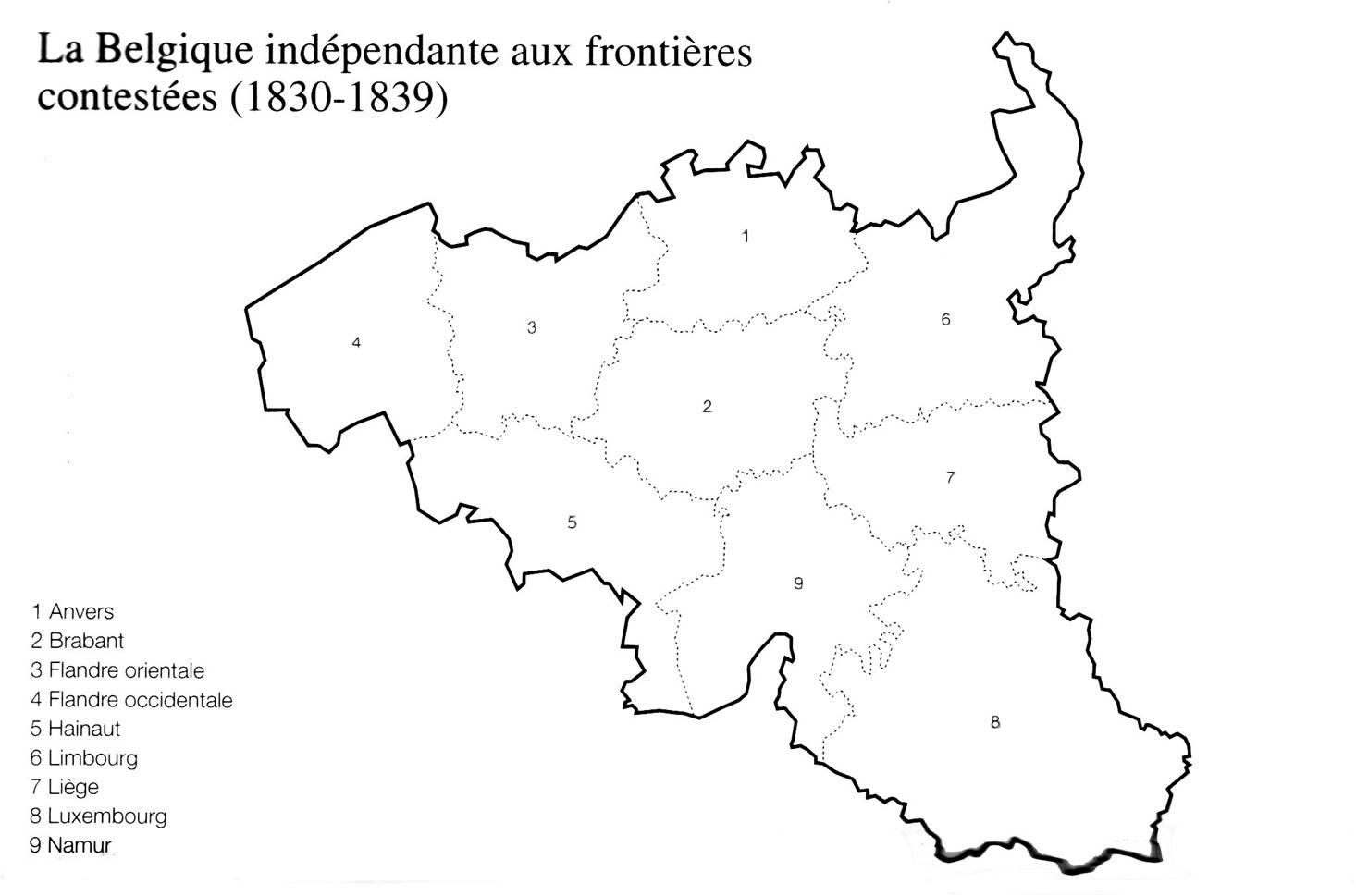
Les anciennes frontières de la Belgique, avant le traité des XXIV articles, comprenaient l'actuel Grand-duché de Luxembourg et l'actuel Limbourg néerlandais.

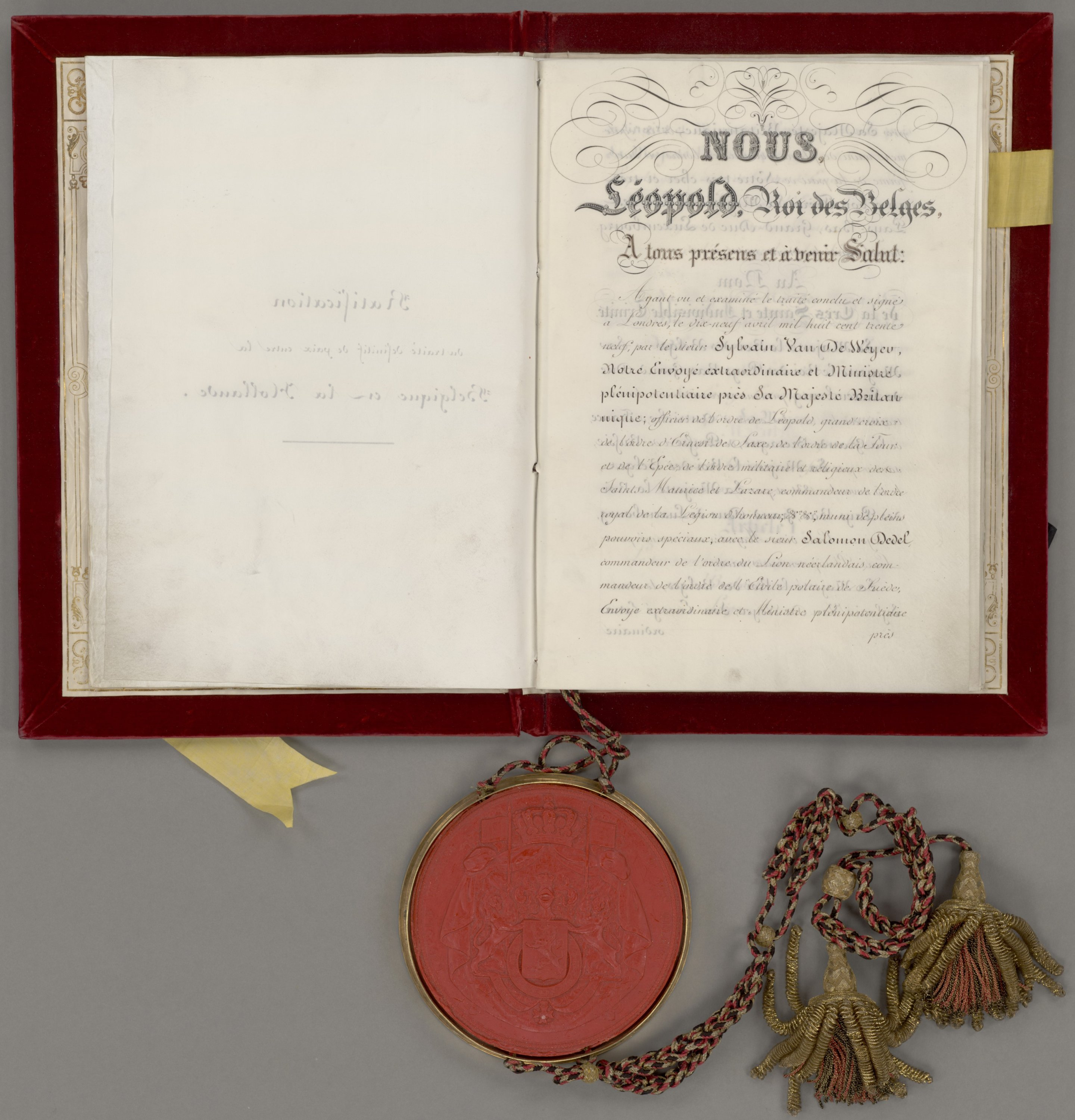
Première page du traité du 19 avril 1839.

- 16 avril : Un coup de grisou au puits n°12 de la société Crachet-Picquery de Frameries, dans la province du Hainaut, fait 28 morts.
- 19 avril : signature du traité des XXIV articles à Londres. 
  - L'indépendance de la Belgique du Royaume uni des Pays-Bas est reconnue internationalement, particulièrement par le roi Guillaume Ier.
  - La scission du Limbourg créé la province de Limbourg et rend le Limbourg oriental aux Pays-Bas.
  - La scission du Luxembourg est effectuée sur base de critères linguistique en créant officiellement la neuvième province de Belgique, le Luxembourg belge sur la partie de langues romanes et en rendant la partie de langues germaniques au grand-duc Guillaume, auquel appartient ces territoires qui deviendront plus tard le Luxembourg actuel.

### Mai
- 3 mai : Un coup de grisou à la mine Saint-Henri au Bayemont de Jumet, dans la province du Hainaut, fait 14 morts.
- 21 mai : la Bibliothèque royale de Belgique est ouverte au public.

### Juin
- 4 juin : Une inondation fait 74 morts à Borgt (nl), dans la province de Brabant.
- 6 juin : une loi confirme la nomination d'Arlon comme chef-lieu de la province de Luxembourg puisque la ville de Luxembourg n'est plus en territoire belge depuis la scission du Luxembourg.
- 8 juin : ratification du traité des XXIV articles.

### Septembre
- 1 septembre - 1 novembre : ouverture du Salon de Bruxelles de 1839[2].

### Octobre
- révoltes liées à l'industrie du coton à Gand.

## Naissances
- 30 janvier : Abel de Kerchove d'Exaerde, homme politique.
- 25 février : Edmond Lefever, sculpteur.
- 23 mars : François de Waha, homme politique.
- 3 avril : Jean-Baptiste Decrolière, évêque de Namur.
- 18 avril : Frantz Jehin-Prume, compositeur, violoniste.
- 19 juin : Alphonse Asselbergs, artiste peintre.
- 28 juillet : Isabelle Gatti de Gamond, pédagogue, féministe.
- 17 août : Charles Hermans, artiste peintre.
- 18 décembre : Adolf Daens, prêtre, homme politique.
- 25 décembre : Henri Van Cutsem, mécène, artiste peintre.
- 26 décembre : Charles-Jean Seghers, prêtre, missionnaire.

## Décès
- 9 juin : Joseph Paelinck, artiste peintre.
- 7 août : Érasme-Louis Surlet de Chokier, régent du royaume de Belgique.
- 15 décembre : Mathieu-Ignace Van Brée, artiste peintre, sculpteur, architecte.